# NGC 3878
NGC 3878 é uma galáxia elíptica (E) localizada na direcção da constelação de Ursa Major. Possui uma declinação de +33° 12' 18" e uma ascensão recta de 11 horas, 46 minutos e 17,7 segundos.
A galáxia NGC 3878 foi descoberta em 29 de Abril de 1827 por John Herschel.